# Wielka Synagoga w Kuldydze
Wielka  Synagoga w Kuldydze (łot. Kuldīgas lielā sinagoga) – synagoga znajdująca się Kuldydze, w Kurlandii na Łotwie. Synagoga została zbudowana na ówczesnej ulicy Ventspils iela 6 w 1876 roku, obecnie jest to ulica 1905. gada nr 6.

## Historia

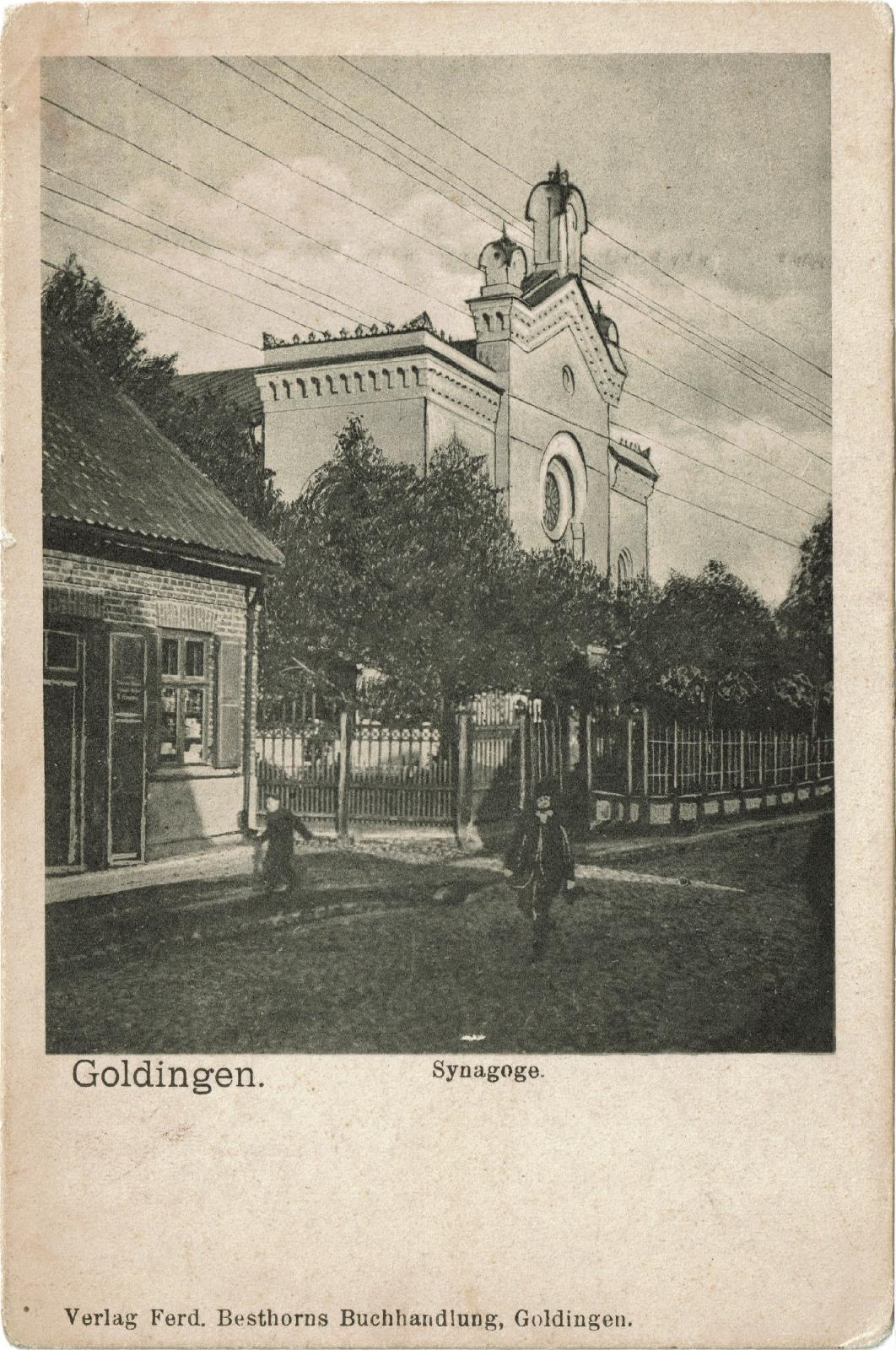
Synagoga na pocztówce z 1900 roku

Synagoga w Kuldydze została wzniesiona w 1875 roku na ówczesnej ulicy Ventspils iela 6. Pod tym samym adresem obok niej znajdował się dom modlitwy zbudowany w 1862 roku zwany także „małą synagogą”. W kompleksie znajduje się także kaplica pogrzebowa. Według świadków, w okolicy miała znajdować się również rytualna łaźnia.

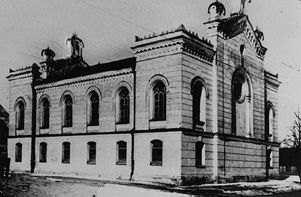
Synagoga przed II wojną światową

W 1941 roku, podczas okupacji niemieckiej Łotwy w trakcie II wojny światowej, synagoga stała się miejscem więzienia miejscowej ludności żydowskiej. Przetrzymywano w niej Żydów przez kilka dni, po czym rozdzielano ich na grupy i rozstrzeliwano w pobliskich lasach. Po egzekucjach wojsko niemieckie zaadaptowało budynek na magazyn żywności. Po zakończeniu wojny, 9 maja 1945 roku, mieszkańcy miasta włamali się do synagogi, by zdobyć przechowywane tam produkty rolne. Według relacji świadków, na ścianach widoczne były ślady krwi, jednak nie ma dowodów na to, że egzekucje odbywały się również wewnątrz budynku.

### Pod władzą Sowietów
W okresie powojennym wnętrze synagogi początkowo pozostało niemal nienaruszone. W pierwszych latach władzy radzieckiej budynek następnie zaadaptowano na magazyn zboża, co doprowadziło do zniszczenia wielu detali wystroju. Zboże wysypywano bezpośrednio na podłogę, a wszelkie elementy wyposażenia były usuwane jako przeszkody.
W latach 50. XX wieku rozwój kołchozów umożliwił budowę nowych magazynów zbożowych na terenach wiejskich, przez co budynek synagogi został opuszczony. W 1956 roku rozpoczęto przebudowę synagogi na kinoteatr „Kurzeme”, o czym donosił lokalny dziennik „Padomju Kuldīga”. W przebudowie synagogi uczestniczyli lokalni robotnicy oraz pracownicy kina „Komjaunietis”. Wiele pracowników uznało udział w przebudowie za „trudny moralnie”. Przykładowo, poetka Alise Lauriņa wspominała, że w trakcie prac zraniła się w nogę o zardzewiały gwóźdź, interpretując to jako karę za udział w niszczeniu miejsca kultu.
10 października 1958 roku otwarto kinoteatr „Kurzeme”, mieszczący 450 widzów. Na jego otwarcie przybył przedstawiciel Związku Filmowców ZSRR z Moskwy. Kino wyposażone było w nowoczesny sprzęt. Przebudowa wnętrza zmieniła budynek radykalnie, jednak zachowały się kolumny wspierające dawną galerię dla kobiet oraz fragmenty wskazujące lokalizację aron ha-kodesz, w miejscu którego zostało utworzone główne wejście do budynku. W trakcie prac w miejscu dawnego aron ha-kodesz przebito ścianę na potrzeby nowego wejścia, odnajdując dokument w języku hebrajskim, opisujący historię synagogi. Budynek został podzielony na trzy kondygnacje: na parterze mieściły się poczekalnia, szatnie, biura i pracownia artysty; na pierwszym piętrze znajdowała się sala kinowa i czytelnia; na drugim pomieszczenia dla obsługi technicznej obiektu. Ostatni seans w kinie odbył się w 2003 roku. Po odzyskaniu niepodległości przez państwo łotewskie w 1991 roku, w budynku tym mieściła się również kawiarnia i klub nocny, który zamknięto z powodu protestów Rady Żydów Łotewskich.
Przylegający do synagogi budynek dawnego domu modlitwy pełnił podczas okupacji niemieckiej funkcję garażu. Przeznaczenie to utrzymało się również po wojnie. W okresie sowieckim w jego górnej kondygnacji urządzono pokoje mieszkalne dla pracowników kina, a następnie klasy miejscowej szkoły muzycznej, która funkcjonuje do dziś. Na ścianach zachowały się fragmenty polichromii.

### Obecnie
Obecnie w budynku mieści się miejska Główna Biblioteka Kuldygi. W trakcie adaptacji budynku synagogi na potrzeby biblioteki zdecydowano się na zachowanie układu funkcjonalnego z lat 50. XX wieku, ukształtowanego podczas wcześniejszej przebudowy na kino. Odtworzono również historyczne detale wnętrza, takie jak gipsowe sztukaterie, charakterystyczne oprawy oświetleniowe oraz przeszklone, drewniane ścianki działowe. W celu wyeksponowania dawnej przestrzeni sakralnej, usunięto część stropu pomiędzy pierwszą a drugą kondygnacją, odsłaniając pierwotne miejsce przechowywania skrzyni z Torą.
Rada Gmin Wyznaniowych i Wspólnot Żydowskich Łotwy pozytywnie oceniła decyzję o ulokowaniu biblioteki w dawnym budynku synagogi. W strukturze biblioteki znalazło się również miejsce dla kolekcji publikacji poświęconych historii narodu żydowskiego. Na ścianie synagogi znajduje się pamiątkowa tablica z tekstem „Ten budynek został wzniesiony w 1875 roku jako synagoga dla żydowskiej społeczności Kuldygi i pełnił tę funkcję do 1941 roku, kiedy to Żydzi z Kuldygi zostali zamordowani podczas Holokaustu” w języku łotewskim oraz angielskim.